# Sigita
Sigita ist ein litauischer weiblicher Vorname, abgeleitet von  Siegfriede.

## Namenstag
15. August

## Bekannte Namensträgerinnen
- Sigita Burbienė (* 1954),  Politikerin, Mitglied des Seimas
- Sigita Jokimaitė (* 1974), Richterin am Obersten Gericht Litauens
- Sigita Rudėnaitė (* 1964), Richterin am Obersten Gericht Litauens

## Personagen
- Sigita, Personage aus dem Buch „Sigita träumt vom Meer“ von Mykolas Sluckis

## Varianten
- Verniedlichung: Sigutė
- männlich: Sigitas; Sigutis (Verniedlichung)